# Kouty (Nymburki járás)
Kouty település Csehországban, a Nymburki járásban. Kouty Pátek, Úmyslovice, Křečkov, Okřínek, Budiměřice és Netřebice településekkel határos. Lakosainak száma 330 fő (2024. január 1.).

## Népesség
A település lakosságának változását az alábbi diagram mutatja:
| Lakosok száma | 315  | 436  | 433  | 394  | 303  | 235  | 308  | 328  | 316  | 330  |
|               | 1869 | 1890 | 1921 | 1950 | 1980 | 2001 | 2017 | 2019 | 2022 | 2024 |